# Доказательство
Доказа́тельство — рассуждение по определённым логическим правилам, обосновывающее истинность какого-либо предположения, утверждения, гипотезы или теории. В разных областях науки, искусства и иной человеческой деятельности этот термин может принимать различные значения. Понятие «доказательство» является ключевым и в теории познания, и в философии науки — как ключевое в эпистемологии. Оно не принадлежит к исключительной сфере логики, философии или науки: о доказательствах в разной глубине понимания постоянно можно слышать не только — и даже не в первую очередь — от философов, но также от юристов (судей и адвокатов), историков и учёных. К доказательствам постоянно прибегают журналисты и репортёры, ведущие расследования (в том числе и так называемой «жёлтой прессы»), а также представители едва ли не всех остальных профессий.
Постоянно используют это слово и в повседневной, бытовой речи, доказывая друг другу ту или иную позицию, точку зрения или личное решение. Таким образом, само по себе понятие «доказательство» обладает более прочными дотеоретическими основаниями, чем другие ключевые понятия, играющие столь же заметную роль в философии.

## Доказательство как метод
Внутри любого доказательства можно различить постоянные структурные единицы, соответствующие его фундаментальной задаче. Прежде всего, выделяется высказываемый напрямую или удерживаемый в виду посыл или тезис — некое утверждение, которое требуется доказать. Вторым пунктом следуют те подтверждения, основания или аргументы, при помощи которых доказывается тезис. К примеру, тезис «медь является проводником электрического тока» можно доказать при помощью истинных аргументов: «медь — это металл» и «все металлы по определению являются проводниками электрического тока».

## Доказательство как философская категория
Сравнивая между собой даваемые в разные эпохи разными философами определения доказательства с тем, как это понятие зачастую используется в далёких от философии контекстах, исследователь очень быстро сталкивается с трудноразрешимым противоречием.
Рассмотрим для начала, какого рода аргументы и предметы готовы считать доказательствами в ситуациях нефилософского плана. К примеру, для эксперта-криминалиста типичным доказательством могут стать отпечатки пальцев на пистолете или окровавленный нож. Судебные органы считают убедительным доказательством, прежде всего, физический, реальный предмет, который можно положить в запечатанный пластиковый пакет с ярлычком «Вещественное доказательство № такой-то». Но в таком случае любой адвокат сможет выдвинуть контр-гипотезу, согласно которой доказательство вины его клиента было злонамеренно подброшено кем-то из полицейских, находящихся в сговоре. Также можно небезосновательно надеяться, что подобное доказательство окажется на одном из этапов следствия потеряно при пересылке или какой-нибудь чиновник перепутает номера дел. Вещественное доказательство для археолога — это предмет, который можно выкопать из земли и осторожно переправить в лабораторию для дальнейший реставрации и изучения. Равным образом, доказательством для историка может послужить прежде незамеченный документ, неожиданно обнаруженный в архиве или чьей-нибудь личной библиотеке. Сопоставление подобных примеров позволяет сделать естественный с точки здравого смысла вывод, что доказательства — это, прежде всего, то, что можно потрогать руками: реальные предметы, физические объекты, в некоторых случаях, предварительно обработанные определённым образом в согласии с некими правилами, принятыми в данной среде. Ведь только физические объекты можно положить в пластиковый пакет с инвентарным номером, выкопать из-под земли, отправить в лабораторию или в какой-то момент обнаружить среди вещей (архивов), принадлежавших какой-либо исторической личности.
Но сколь бы здравой и натуральной ни казалось подобное умозаключение бытового сознания, его, по меньшей мере, тяжело примирить с исторически значимыми философскими определениями понятия «доказательство». Бертран Рассел, известный эмпирик первой половины XX века, в своих исследованиях природы доказательства пришёл к тому, что оно представляет собой всего лишь чувственные данные и ментальные составляющие чьего-либо состояния сознания, непосредственно доступные тому, кто их переживает. Последовавший Расселу Уиллард Куайн, эмпирик второй половины XX века, придерживался ещё более радикального мнения, что доказательство состоит в стимуляции соответствующих нервных окончаний. Логические позитивисты полагали, что набор доказательств, которыми подкрепляется некая конкретная научная теория, в конечном счёте, определяется фиксированными «предложениями о наблюдениях» или «протокольными предложениями» — договорными лингвистическими единицами с соответствующим образом ограниченным содержанием. Что же касается конкретной природы этих ограничений, то её уточнение стало для сторонников данной теории предметом яростных споров.
Согласно нескольким версиям, развивающим точку зрения логического позитивизма, приемлемость доказательства зависит от тотальности известных индивиду пропозиций или представляет собой исключительно непосредственные состояния сознания. В рамках современной теории подтверждения одна из ведущих версий байесианства понимается как приравнивающая доказательство к тем убеждениям, в которых мы психологически уверены. Разумеется, предположение, будто чувственные данные, стимулирование нервных окончаний, известные пропозиции или наличные психические состояния можно поместить в пластиковый мешок (или выкопать из-под земли, или отправить в лабораторию и т. д.), вызывает обоснованные сомнения. С точки зрения большинства повседневных представлений и высказываний о доказательствах, глубокие философские размышления об этом предмете сплошь и рядом приводят к особенно нелепым категориальным ошибкам.
Более того, суть вопроса состоит не только и не столько в том, что предложенные философами разные варианты определения понятия «доказательство» находятся (по меньшей мере, на первый взгляд) в очевидном противоречии его общепринятым употреблением вне зоны философского рассуждения. Как очевидно следует из приведённого выше краткого обзора, сами философы не пришли к единому выводу о природе доказательства и выдвигают фундаментально разные версии как относительно его происхождения, так и насчёт того, что в принципе приемлемо в роли доказательства.